# Yerkes (månkrater)
Yerkes är en nedslagskrater på månen. Yerkes har fått sitt namn efter den amerikanske entreprenören Charles Yerkes.

## Satellitkratrar
| Yerkes | Latitud  | Longitud | Diameter |
| ------ | -------- | -------- | -------- |
| E      | 15.90° N | 50.67° Ö | 9,91 km  |